# Michael Mietke

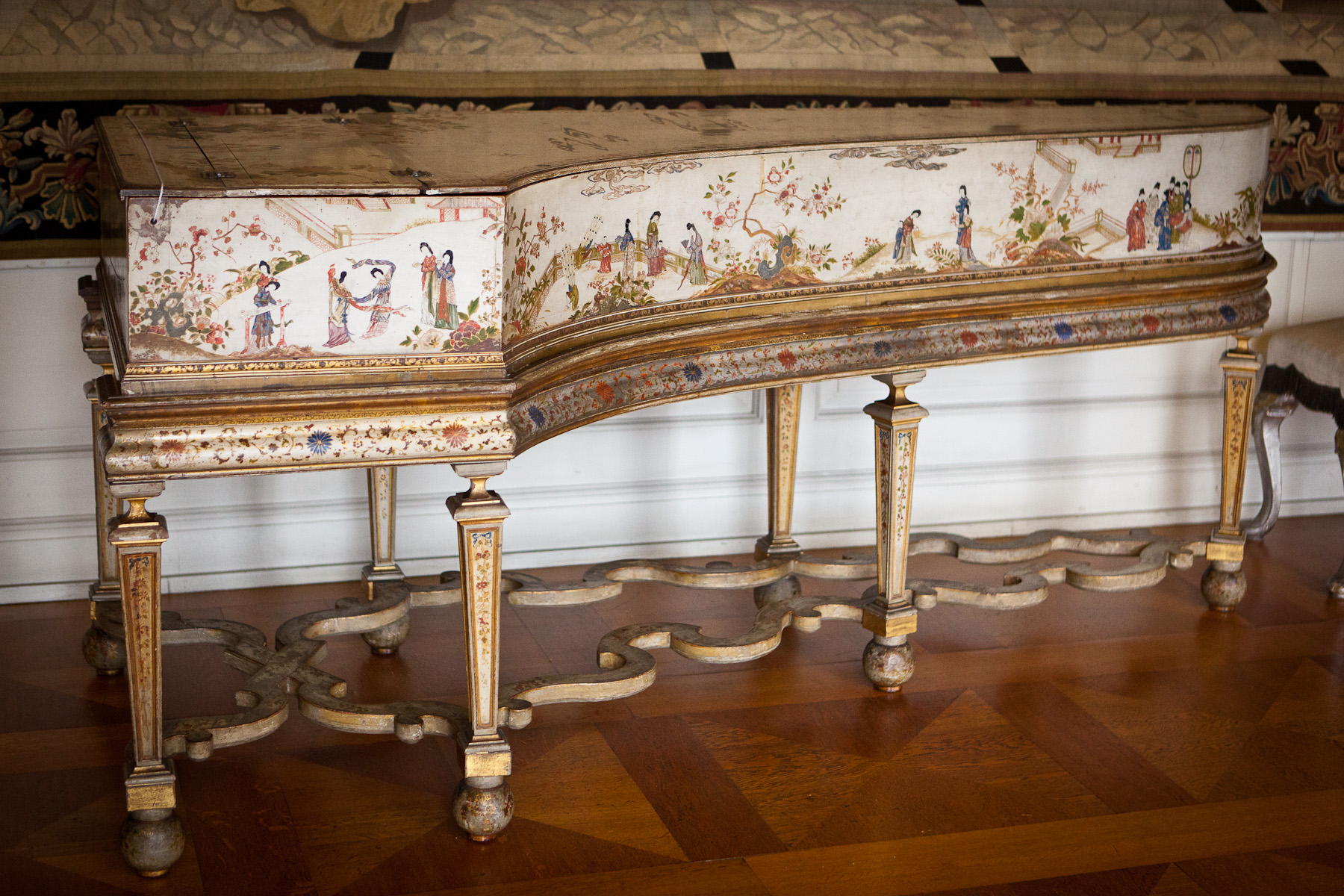
Das „weiße“ Cembalo von Michael Mietke in Schloss Charlottenburg

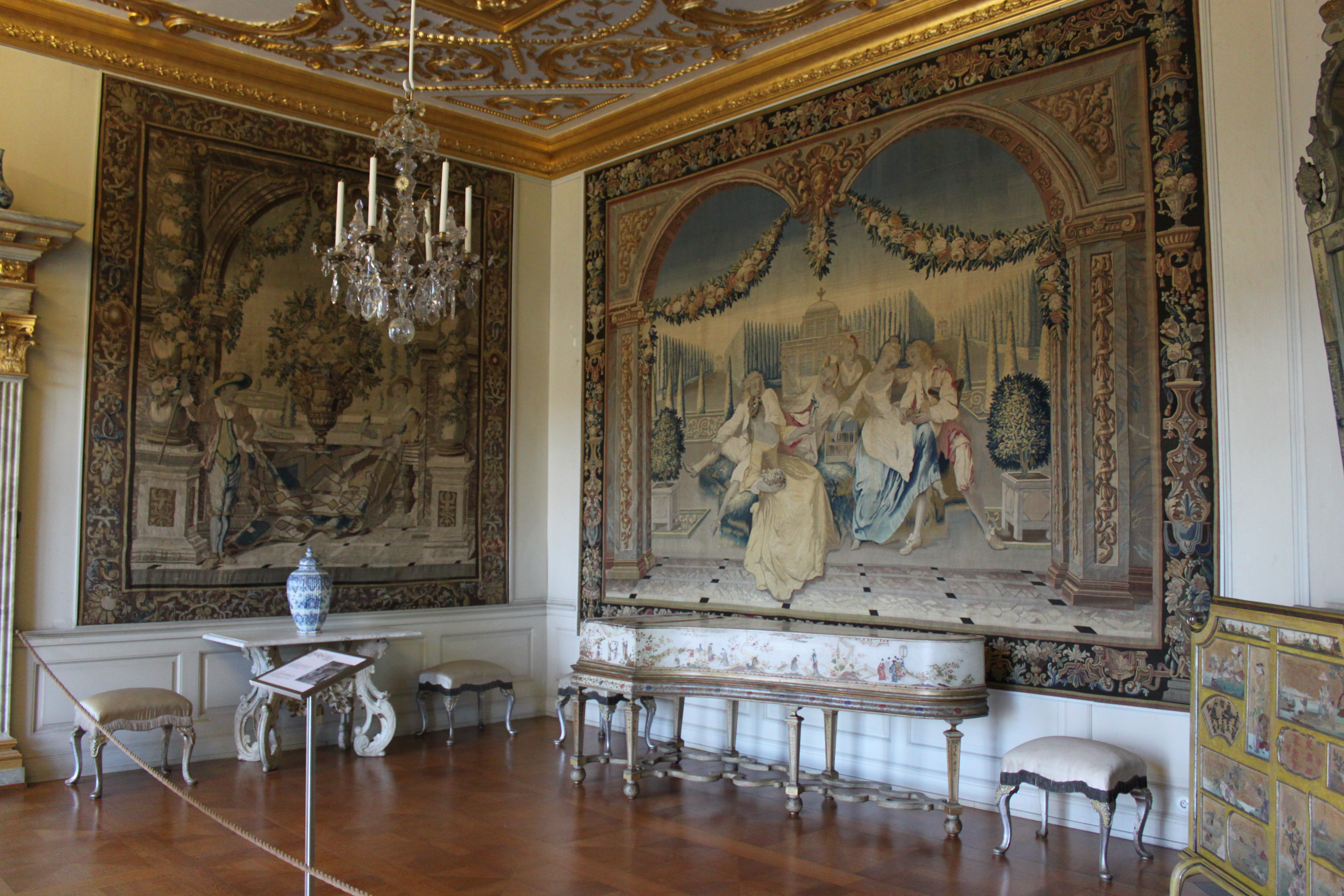
Schloss Charlottenburg, Vorkammer mit Mietke-Cembalo

Michael Mietke (* zwischen 1656 und 1671; † 1719), auch Miedtke, war ein norddeutscher Cembalo- und Harfenbauer.

## Leben
Über Michael Mietkes Geburtsort ist nichts bekannt. Als Vater wird ein Georg Mietke vermutet, der zeitweise in Cölln (Altberlin) wohnte, als Mutter eine Frau Hofglaser Anna Mietke oder Miedtke mit Verbindungen zu Hofmusikern. Seine Ausbildung erhielt er vielleicht bei Martin Vater, dem angesehenen Hoforgelbauer und Instrumentenbauer in Hannover, dessen Söhne Christian und Antoine ebenfalls namhafte Instrumentenbauer wurden.
Offenbar verbrachte Mietke sein ganzes weiteres Leben in Berlin. Spätestens ab 1695 baute er dort Instrumente. Am 8. Februar 1697 heiratete er Maria Wagenführer; zwischen 1698 und 1715 wurden zwei Kinder in Friedrichswerder, neun in Cölln getauft. 1707 trat Mietke die Nachfolge von Christoph Werner als preußischer Hoflieferant an. 1718/1719 baute er ein Cembalo für den Köthener Hof – vielleicht das Instrument, für das Johann Sebastian Bach das 5. Brandenburgische Konzert komponierte. Bach gab das Cembalo 1718 persönlich in Auftrag und reiste 1719 erneut nach Berlin, um es abzuholen.
Der einzige namentlich bekannte Schüler Michael Mietkes ist Johann Rost (um 1670–um 1747). Als möglicher Enkelschüler gilt Johann Christoph Oesterlein (1727–1792).

## Nachfahren
Drei Nachfahren von Michael Mietke haben sich ebenfalls einen Namen als Instrumentenbauer gemacht.
- Der Sohn Michael Mietke (1702–1754) wurde am 5. März 1702 in Berlin getauft. 1728 wurde er zum Hofinstrumentenmacher für besaitete Tasteninstrumente in Königsberg ernannt; zwischen April und August 1754 starb er ebenda.
- Der Sohn George oder Georg Mietke (1704–1770) wurde am 31. Januar 1704 in Berlin getauft, verließ Berlin 1729, schloss 1736 in Danzig seine zweite Ehe und ging 1739 nach Königsberg. Dort erhielt er 1747 die Konzession, „Claviere“ (Tasteninstrumente) und andere Musikinstrumente zu bauen; auch als Sterbeort wird Königsberg angenommen.[12]
- Der Enkel Georg Friedrich Mietke (1746–nach 1805) wurde in Königsberg geboren und ging bis 1765 bei seinem Vater George in die Lehre. 1770 wurde er nach einem Gesuch[13] zum Hofinstrumentenmacher in Königsberg bestellt. Sterbejahr und Sterbeort (wahrscheinlich Königsberg) sind unsicher.

## Instrumente
Aus Michael Mietkes Werkstatt haben sich drei Instrumente erhalten:
- zwei in Schloss Charlottenburg, Berlin (ein einmanualiges Cembalo, ehemals Eigentum der Königin Sophie Charlotte, unsigniert, und ein zweimanualiges Cembalo, auch dieses unsigniert),
- das dritte im Hälsinglands-Museum, Hudiksvall (ein einmanualiges, signiertes Cembalo).

Die beiden Cembali in Schloss Charlottenburg – das einmanualige „weiße“ und das zweimanualige „schwarze“ – werden heute allgemein Mietke zugesprochen. Sie wurden von dem Belgier Gérard Dagly (um 1660–1715), „dem berühmtesten Lackkünstler seiner Zeit“, mit Chinoiserien dekoriert, das weiße üppiger, das schwarze zurückhaltender. „Auf dem weißen Cembalo sieht man chinesische Männer, Frauen und Kinder im Freien verschiedenen Tätigkeiten nachgehen: Sie musizieren und tanzen, füttern Pfauen, präsentieren einander Geschenke oder servieren Tee – eine ideale Welt, nach der man sich in Europa sehnte.“ Als Johann Sebastian Bach 1719 Markgraf Christian Ludwig von Brandenburg im Berliner Schloss besuchte, spielte er vermutlich das schwarze Instrument.
Das Mietke-Cembalo des Hälsinglands-Museums in der schwedischen Stadt Hudiksvall wurde erst 1991 bekannt, obwohl es schon über 60 Jahre lang dort gestanden hatte. Das einmanualige Instrument befindet sich weitgehend im Originalzustand; auf der Hintertaste der letzten Diskanttaste trägt es die Signatur „Michael Mietke Instrumentenmacher in Berlin Anno 1710“.
Im Stadtmuseum Gera steht ein zum Hammerflügel umgebautes Cembalo, das in der Grundsubstanz vielleicht auf Mietke zurückgeht.
Der Musikwissenschaftler Dieter Krickeberg und mit ihm der Musikwissenschaftler Günther Wagner halten es für plausibel, dass das (verlorene) Cembalo, das Mietke für Köthen gebaut hatte, über ein 16-Fuß-Register verfügte. Weil die Besetzung eines „starcken Concerts“ einen Kontrabass oder einen Violone und dann auch ein Generalbassinstrument mit 16-Fuß-Register fordere, und weil die Besetzung des 5. Brandenburgischen Konzerts einen Violone vorsehe, sei hier möglicherweise an ein Cembalo mit 16-Fuß-Register zu denken – solche Cembali seien auch keineswegs selten gewesen. Ein (ebenfalls verlorenes) Mietke-Cembalo mit 16-Fuß-Register, das 1778 in Berlin zum Wiederverkauf angeboten wurde, ist wohl einem der Söhne zuzuordnen.
Die erhaltenen Instrumente von Michael Mietke werden heute in den verschiedensten Cembalowerkstätten nachgebaut.

## Informationsbasis